# Christian Pätzold
Christian Pätzold (* 24. April 1944 in Tübingen) ist ein deutscher Schauspieler.

## Leben
Pätzold wuchs in Nagold im Schwarzwald auf. Nach dem Studium der Germanistik und Romanistik in Tübingen und der Freien Universität Berlin begann er in Berlin eine Schauspielausbildung. Er spielte Geige und Bratsche im SFB-Tanzorchester und im Theater des Westens.
Erste Bühnenerfolge hatte er ab 1968 an der Berliner Schaubühne und war danach auf vielen deutschen und auch österreichischen Bühnen zu sehen.
Von 2009 bis 2019 spielte Pätzold regelmäßig die Rolle des Friedemann Sonntag in der deutschen Fernsehserie SOKO Stuttgart. Er war in einigen Tatort-Filmen und Ein-Fall-für-Zwei-Folgen sowie Kinoproduktionen zu sehen. Er spielte in der Fernsehserie Die Kirche bleibt im Dorf den Gottfried Häberle.

## Filmografie (Auswahl)
- 1993: Tatort: Renis Tod
- 1995: Ein Fall für zwei – Tod im Motel
- 1997: Tatort: Bienzle und der tiefe Sturz
- 2002: Tatort: Bienzle und der süße Tod
- 2003: Tatort: Bienzle und der Taximord
- 2006: Das Geheimnis meines Vaters (Telenovela)
- 2009–2020: SOKO Stuttgart (Fernsehserie)
- 2009: Doktor Martin (Fernsehserie)
- 2012: Die Kirche bleibt im Dorf (Film)
- 2013: Die Holzbaronin
- 2013–2018: Die Kirche bleibt im Dorf (Fernsehserie)
- 2015: Täterätää! – Die Kirche bleibt im Dorf 2 (Film)
- 2017–2020: Dark (Fernsehserie, 12 Episoden)
- 2020: Der letzte Wille (Fernsehserie, 6 Episoden)
- 2022: Baden gegen Württemberg – Männer, Macht und Frauenfunk
- 2024: Doppelhaushälfte (Fernsehserie)